# Lefranc & Bourgeois
Lefranc & Bourgeois (фр. Lefranc & Bourgeois) — французька фабрика, що спеціалізується на виготовленні матеріалів для художників, зокрема олійних фарбах. Заснована у 1720 році. Розташовується у Ле-Мані, Франція.
Окрім олійних фарб, компанія виготовляє акрилові та акварельні фарби, гуаш, розчинники, ґрунти, медіуми, офортні фарби, фарби по склу, кераміці та текстилю, матеріали для декорування, золочіння, а також різні аксесуари: пензлі, мольберти тощо. Продукція компанії продається у більше ніж 150 країнах світу.

## Історія
Компанія була заснована у 1720 році в результаті зустрічі Жана-Батиста Шардена із торговцем художніми фарбами Шарлем де ла Кле, предком родини Лефран, що тісно пов'язана з історію французького живопису. У 1841 році був розширений асортимент кольорів та виготовлено нові види сумішей; невирішеною залишалась проблема пакування і транспортування фарб. Того ж року 11 вересня американський художник-портретист Джон Гофф Ренд (1801—1873) запатентував металевий тюбик, як «вдосконалений посудина для зберігання фарб». До винаходу Ренда, фарби зберігалися в маленьких згортках з олов'яної фольги або в міхурах тваринного походження. Для використання, ці ємності проколювалися шпилькою, фарба видушувалася, а отвір, що утворився знову, затикався шпилькою.
У 1859 році Александр Лефран випустив щільні кришечки для тюбиків. Цей попередник гвинтових кришечок був одним із основних нововведень, яке певною мірою позначилося на живописі.
У 1867 році після виявлення способу отримання алізарину для створення алізаринового лаку, Жозеф Буржуа Айні відкрив крамницю фарб в Парижі, та завод в Монтрей-су-Буа, де почав виготовляти перші «безпечні» фарби. Буржуа був сильно зацікавлений у демократизації практики живопису і комерціалізації перших основних фарб, призначених для використання у школах. Висока якість продукції зробила його серйозним конкурентом Лефран. Лефран виявив лаки, що були добуті із коренів марени в Страсбурзі під час війни у 1870 році з Пруссією.
З 1889 року на тюбиках компанії вказані всі необхідні характеристики фарб: 
- хімічний склад кольорів
- встановлення якості під впливом світла
- світлостійкість (позначається зірочками від 1 до 3)
- стабільність у використанні сумішей (літера «М» позначає колір, який може бути змішаний із будь-яким іншим кольором).

У 1955 році було випущено першу вінілову фарбу — Flashe. Ці фарби характеризувалися миттєвою сушкою, високим рівнем світлостійкості, мала оксамитову текстуру та матові кольори.
У 1966 році відбулося злиття компаній Lefranc та Bourgeois із створенням штаб-квартири у Ле-Мані. У 1984 році компанія змінила свій логотип. У 1988 році Lefranc & Bourgeois придбала компанію Charbonnel (заснована в 1862), виробника чорнил та матеріалів для літографії.

## Продукція

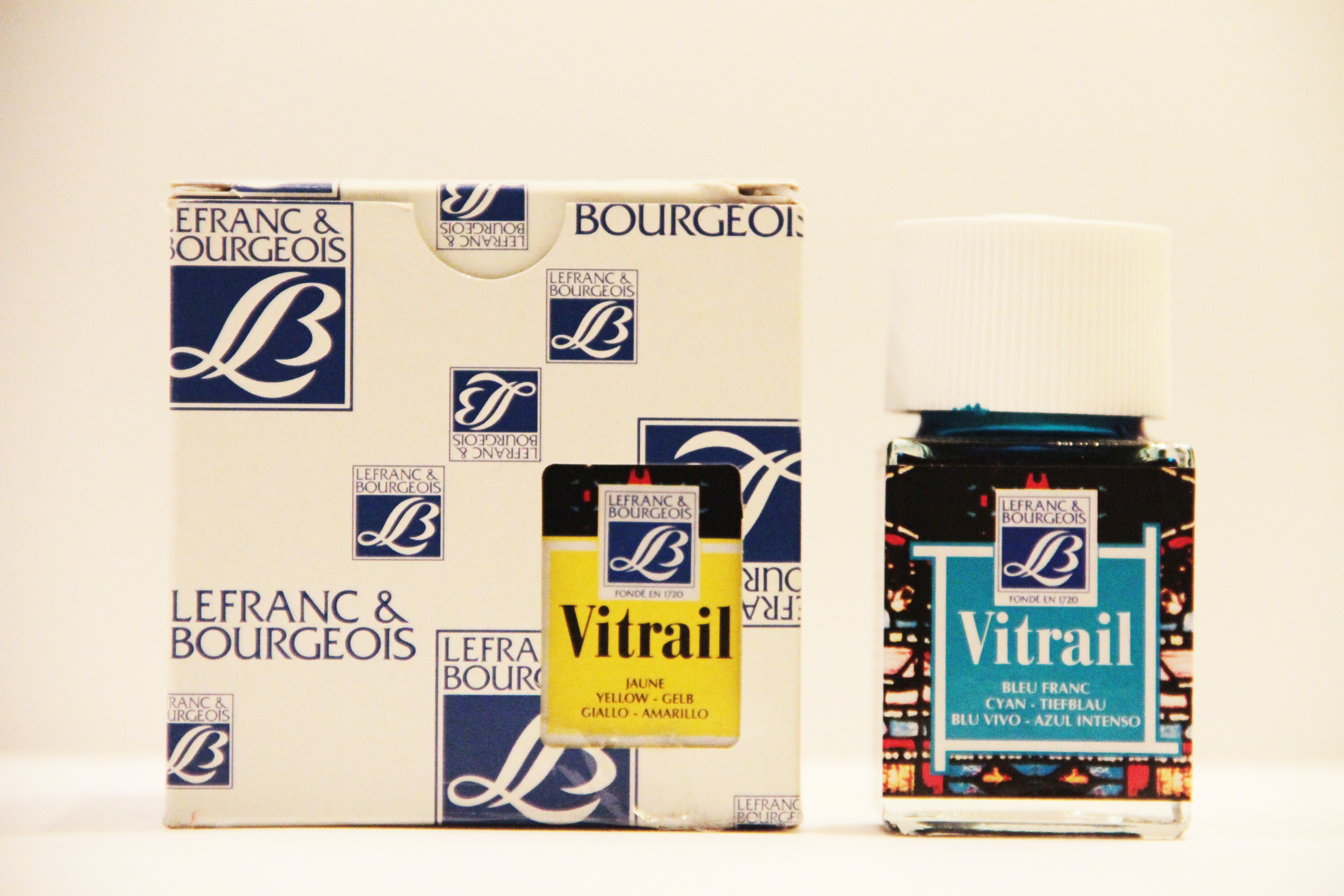
Вітражна фарба лінії Vitrail

Продукція компанії поділяється на два основні напрямки: матеріали для живопису і малювання та декоративно-прикладного мистецтва.

### Живопис і малювання
Олійні фарби
- Лінія олійних фарб LEFRANC. Найбільша лінія фарб, нараховує 119 кольорів. Доступна у тюбиках 20 мл (117 кольорів), 40 мл (119 кольорів), 60 мл (58 кольорів) і 150 мл  (56 кольорів).
- Лінія олійних фарб FINE нараховує 50 кольорів. Доступна у тюбиках 40 мл і 150 мл.
- Лінія олійних фарб LOUVRE нараховує 35 кольорів. Доступна у тюбиках 20 мл, 60 мл і 150 мл, а білий колір у баночках по 500 мл. Також в цій лінії випускають олійна пастель, яка доступна у наборах по 12, 24 і 48 шт.

Акрилові фарби
- Лінія вінілових фарб FLASHE. Випускається з 1955 року. Нараховує 84 кольори (35 нових кольори додані у 2007 році), які можуть змішуватися один з одним. Доступна у скляних баночках 125 мл (77 відтінків), 400 мл (49 відтінків), чорна і біла у 750 мл.
- Лінія акрилових фарб FINE. Нараховує 50 кольорів і доступна у тюбиках 50 мл (білий колір у тюбиках 150 мл).
- Лінія акрилових фарб LOUVRE. Нараховує 30 кольорів, доступних у баночках 750 мл, 42 кольори у тюбиках 200 мл, 44 кольори у тюбиках 80 мл і 26 кольорів у тюбиках 40 мл.

Фарби на водній основі
- Гуаш. Представлено лініями LINEL та FINE. Лінія LINEL нараховує 130 кольорів і доступна у тюбиках по 15 мл. Білий колір в 60 мл. Лінія FINE нараховує 45 кольорів, включаючи 3 металеві кольори і доступна у тюбиках по 25 мл.
- Акварель. Представлено лініями акварельних фарб FINE і LOUVRE.
- Туш. Туш чорна «India Ink» на водній основі. Доступна у пляшечках по 11 мл, 50 мл і 250 мл.

Медіуми, ґрунти та лаки
Представлені різні медіуми для олійних і акрилових фарби, акварелі та гуаші, ґрунти, пасти, гелі та лаки. 
- Ґрунт акриловий GESSO. Білий ґрунт на акриловій основі. Доступний в ємностях по 500 мл, 1 л і 2,5 л.
- Звязующий медіум BINDER. Доступний в ємностях по 500 мл і 1 л.

Офортні фарби
- Лінія офортних фарб CHARBONNEL. Доступні в тюбиках 60 мл, 200 мл, 400 мл і в баночках 800 мл (лише чорна).

Золочіння
- Віск для золочіння Lefranc Gilding Wax. Застосовується для створення золотого «нальоту» на декоративних об'єктах, ліпних виробах тощо. Віск використовується на дереві, пластику, склі, картоні, камені, папері, декоративній тканині, кераміці тощо.
- Глина для золочіння. Доступна в пакетах 1 кг.

Літографія
- Літографічні олівці

Додаткові матеріали та аксесуари
- Пензлі та мастихіни
- Полотна та рами
- Мольберти (студійні, настільні, етюдники), сушки для пензлів.
- Ґрунти та підготовчі матеріали

### Декоративно-прикладне мистецтво
Фарби по склу та кераміці
- Лінія вітражних фарб Vitrail. Вітражні фарби на сольвентній основі мають гладкий і глянцевий кінцевий результат. Насичені і багаті кольори створюють ефект вітражного скла. Нараховує 22 кольори і доступна у пляшечках 50 мл.
- Лінія керамічних фарб Ceramic. Нараховує 15 кольорів і доступна у пляшечках 50 мл.

Фарби по тканині
- Лінія фарб по тканині DECO Textil. Нараховує 50 кольорів і доступна у пляшечках 50 мл. Фарби на акриловій водній основі. Підходять для декорування бавовняних, лляних, синтетичних тканин, а також фетру. Закріпляються праскою.
- Лінія фарб по тканині DECO Silk. Нараховує 11 кольорів і доступна у пляшечках 50 мл.